# قرار مجلس الأمن التابع للأمم المتحدة رقم 475
قرار مجلس الأمن التابع للأمم المتحدة رقم 475، المتخذ في 27 يونيو 1980، بعد الاستماع إلى احتجاجات من جمهورية أنغولا الشعبية، أشار المجلس إلى القرارات 387 (1976)، 447 (1979) و454 (1979)، وأعرب عن قلقه وأدان استمرار الهجمات على البلاد من قبل جنوب أفريقيا من خلال جنوب غرب أفريقيا المحتلة.
وطالب المجلس جنوب أفريقيا بوقف الهجمات واحترام سيادة أنغولا وسلامتها الإقليمية. كما دعا جنوب إفريقيا إلى الكف عن استخدام أراضي جنوب غرب إفريقيا لشن هجمات ضد أنغولا ودول أفريقية أخرى. وطالب القرار الدول الأعضاء بتنفيذ القرار 418 (1977) وتقديم المساعدة الفورية لأنغولا من أجل تعزيز قدراتها الدفاعية.
تمت الموافقة على القرار بأغلبية 12 صوتاً؛ امتنعت فرنسا والمملكة المتحدة والولايات المتحدة عن التصويت.